# Charles-Lucien Bonaparte
Pour les articles homonymes, voir Bonaparte (homonymie) et Charles Bonaparte (homonymie).
Ne doit pas être confondu avec José Bonaparte.
Charles-Lucien Bonaparte est un homme politique et un ornithologue français, né le 24 mai 1803 à Paris et mort le 29 juillet 1857 dans cette même ville. Fils de Lucien Bonaparte, il est donc l'un des neveux de Napoléon Bonaparte.
Prince français en 1815[réf. nécessaire] à la suite de la réconciliation de Lucien et de son frère, il hérite des titres pontificaux de son père à la mort de ce dernier, devenant ainsi le second prince romain de Canino, de Musignano et Bonaparte en 1840, et prince Bonaparte en vertu du statut de la famille impériale adopté par Napoléon III.

## Biographie
Charles-Lucien Bonaparte est le fils aîné du mariage en secondes noces de Lucien Bonaparte (1775-1840), frère de l'Empereur, et d'Alexandrine Jacob de Bleschamp (1778-1855).
En 1804, sa famille se rendit à Rome pour se mettre sous la protection du pape Pie VII. En 1810, à la suite d'une rupture entre le pape et Napoléon, il tente de rallier les États-Unis mais il est capturé avec sa famille par la Royal Navy en Méditerranée et retenu au Royaume-Uni jusqu’à la chute de Napoléon en 1814. Il retourne alors dans les États pontificaux.
Après son mariage en 1822, il emménage aux États-Unis avec le père de son épouse (et cousine) Zénaïde Bonaparte, Joseph Bonaparte, pour quelques années et s’installe à Philadelphie en 1823 avec une seconde résidence à Bordentown, dans le New Jersey. Son premier fils est né à Philadelphie et ses autres enfants à Rome.
En 1824, Bonaparte a tenté d'obtenir que John James Audubon, alors inconnu, soit accepté par l'Académie des sciences naturelles, mais cela a été contesté par l'ornithologue George Ord.
À la fin de 1826, Bonaparte et sa famille retournent en Europe. Il se rend en Allemagne, où il rencontre Philipp Jakob Cretzschmar, et en Angleterre où il a rencontré John Edward Gray au British Museum et a renouvelé ses relations avec Audubon. En 1828, la famille s'installe à Rome. En Italie, il est à l'origine de plusieurs congrès scientifiques, donne des conférences et écrit de nombreux articles sur l'ornithologie américaine et européenne ainsi que sur d'autres branches de l'histoire naturelle. Il est élu membre de l'American Antiquarian Society en 1845.
Ses idées démocratiques, sans doute renforcées par son expérience à Philadelphie, lui firent prendre une part active dans l'insurrection romaine de 1847-1849. En 1849, il est élu à l'Assemblée romaine et participe à la création de la République romaine. Selon Jasper Ridley, lorsque l'Assemblée est convoquée pour la première fois : « Lorsque le nom de Carlo Bonaparte, qui était un membre de Viterbo, a été appelé, il a répondu à l'appel en appelant “Vive la République” ! » (Viva la Repubblica !). Il devint le vice-président du conseil législatif et participe à la défense de Rome contre les quarante mille soldats français envoyés par son cousin, Louis-Napoléon. Il quitta Rome après que l'armée républicaine eut été défaite en juillet 1849. Il débarque à Marseille, mais il doit quitter le pays sur ordre de Louis-Napoléon. Il part en exil à Leyde puis, en 1850, il est autorisé à rentrer en France. Il s'installe alors à Paris pour le reste de sa vie. Il réaffirme ses convictions politiques en 1850 en nommant un oiseau Paradisier républicain en l'honneur de l'idée républicaine.
En 1854, il devient directeur du Jardin des plantes de Paris. En 1855, il est nommé membre étranger de l'Académie royale des sciences de Suède.

## Famille

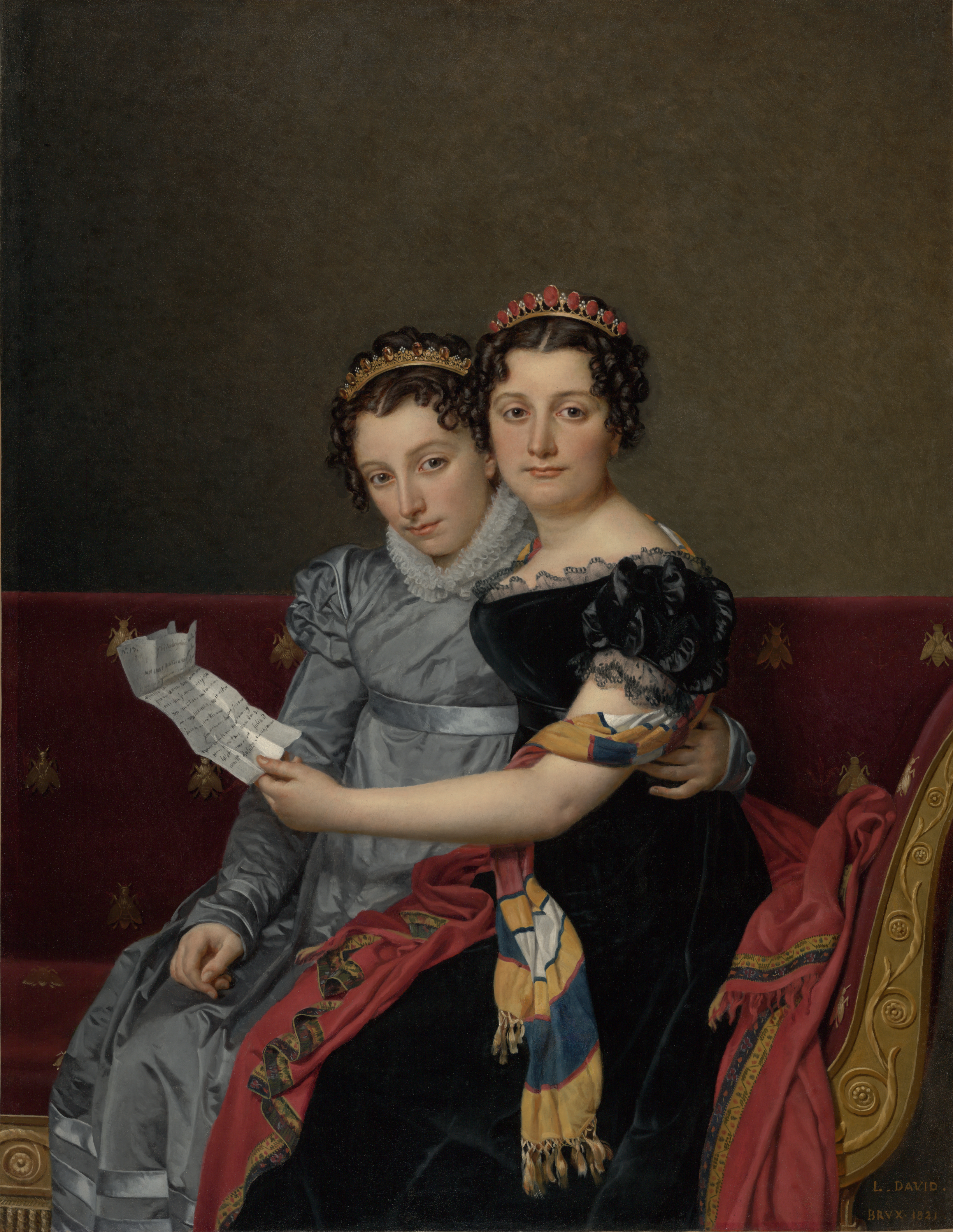
Charlotte et Zénaïde Bonaparte, portrait peint par Jacques-Louis David en 1821.

Le 29 juin 1822, il épousa à Bruxelles sa cousine Zénaïde Bonaparte, fille de Joseph Bonaparte. Le couple eut quatre fils et huit filles :
- Joseph-Lucien, prince Bonaparte, né à Philadelphie le 12 février 1824 et mort à Rome le 2 septembre 1865, sans alliance ni descendance ;
- Alexandrine, née à Philadelphie le 6 juillet 1826 et morte à Livourne en juin 1828 ;
- Lucien-Louis, né à Rome le 15 novembre 1828 et mort à Rome le 19 novembre 1895, cardinal de l'Église catholique romaine ;
- Julie, née à Rome le 6 juin 1830 et morte à Rome le 28 octobre 1900, princesse Bonaparte et altesse (1853), mariée à Alessandro del Gallo, marquis de Roccagiovine[4] ;
- Charlotte, née à Rome le 4 mars 1832 et morte à Rome le 10 août 1901, mariée en 1848 à Pietro, comte Primoli di Foglia (1821-1883), officier dans la marine pontificale, parents de Giuseppe Primoli ;
- Léonie, née à Rome le 18 septembre 1833 et morte à Ariccia le 14 septembre 1839 ;
- Marie-Désirée, née à Rome le 18 mars 1835 et morte à Spolète le 28 août 1890, alliée à Rome le 2 mars 1851 à Paolo, comte Campello della Spina (1829-1917), propriétaire, auteur d'ouvrages historiques ;
- Augusta, né à Rome le 9 novembre 1836 et morte à Rome le 29 mars 1900, mariée à Paris le 1er février 1856 à Placido Gabrielli, quatrième et dernier prince de Prossedi (1832-1911), président de la Banque de Rome, fils de Mario Gabrielli et de la princesse Charlotte Bonaparte (fille de Christine Boyer, première épouse de  Lucien Bonaparte) ;
- Napoléon-Charles, né le 6 février 1839 à Rome et mort le 11 février 1899 à Rome, officier de la Légion étrangère ;
- Bathilde, née à Rome le 26 novembre 1840 et morte à Paris le 9 juin 1861, mariée à Paris en 1856 au comte Louis de Cambacérès, auditeur au Conseil d'État et député de l'Aisne ;
- Albertine, née à Florence le 12 mars 1842 et morte à Rome le 3 juin 1842 ;
- Charles-Albert, né à Rome le 22 mars 1843 et mort à Rome le 6 décembre 1847.

## Travaux scientifiques
C'est à Rome, que le jeune Charles-Lucien Bonaparte découvrit l'histoire naturelle et particulièrement l'ornithologie.
Parti s'installer aux États-Unis où vivait déjà son père, il participa activement entre 1823 à 1826 à la vie de la communauté scientifique de Philadelphie où il publia son premier article en 1824. Il ne cessa dès lors d'étudier les oiseaux et acquit une réputation internationale. Il devint correspondant de l'Institut de France. En 1843, il isole par précipitation alcoolique l'échidnine ou vipérine du venin de vipère et montre que cette substance reproduit tous les effets hématologiques du venin complet.

### Œuvres et publications

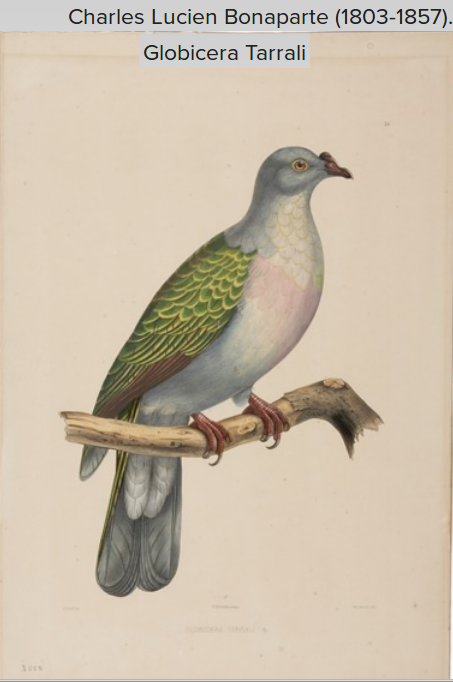
Globicera tarrali de Vanikoro

Il publia, de 1825 à 1833 les quatre volumes de son American Ornithology (Philadelphie, 1825) et Ornithology of the North America (1826). Lors de son séjour à Rome, il avait commencé une étude des vertébrés d'Italie. Il la termina et la publia de 1832 à 1841 sous le titre d‘Iconografia della Fauna Italica.
Charles-Lucien Bonaparte publia de nombreux autres ouvrages dont certains écrits en italien. On peut notamment citer :
- Ornithologie comparée de Rome et de Philadelphie, Rome, 1828 ;
- Classification des animaux vertébrés, 1831 ;
- La Faune italienne, 1833-1841 ;
- (en) A geographical and comparative list of the birds of Europe and North America, J. Van Voorst, 1838, 67 p. (texte intégral) ;
- Conspectus Generum Avium (Leyden, 1850) ;
- Revue critique de l'ornithologie Européenne (Bruxelles, 1850) ;
- Monographie des loxiens (Leyden, 1850) en collaboration avec Hermann Schlegel (texte intégral) ;
- Tableau des oiseaux-mouches (1854)
- Coup d'œil sur l'ordre des pigeons, imp. Mallet-Bachelier (Paris), 1855, 59 p. (texte intégral) ;
- Catalogue des oiseaux d'Europe (Paris, 1856) ;
- Ornithologie fossile (1858)[8].
- Mémoires (New York, 1836).

Avec M. de Pouancé, il préparait aussi un catalogue descriptif des pigeons et un autre des perroquets qui furent publiés après sa mort.
Charles-Lucien Bonaparte publia également en anglais :
- « Observations on the Nomenclature of Wilson's “Ornithology” » dans le Journal de l'académie de Philadelphie ;
- « Synopsis of the Birds of the United States » dans les Annales du lycée de New York ;
- « Catalogue of the Birds of the United States » dans les Contributions du Maclurian Lyceum of Philadelphia.

## Espèces décrites
Bonaparte découvrit et nomma de nombreuses espèces. Il créa notamment l'ordre des monotrèmes.
Oiseaux :
- Zostérops des Philippines et Zostérops montagnard en 1850
- Colombe de Verreaux en 1855

### Taxonsdédiés
Huit espèces d'oiseaux portent en français le nom de Bonaparte :
- Barbican à gorge grise (Gymnobucco bonapartei) ;
- Bécasseau de Bonaparte ou Bécasseau à croupion blanc (Calidris fuscicollis) ;
- Caïque de Bonaparte (Pionopsitta pyrilia) ;
- Engoulevent de Bonaparte (Caprimulgus concretus) ;
- Hirondelle de Bonaparte (Delichon dasypus) ;
- Inca de Bonaparte (Coeligena bonapartei) ;
- Mouette de Bonaparte (Larus philadelphia) ;
- Tinamou de Bonaparte (Nothocercus bonapartei) ;
- Anguille-serpent Napoléon (Ophichthus bonaparti)

Par ailleurs, il a donné le nom de sa femme, Zenaïde, à un genre de tourterelles.

## Hommage
Une médaille posthume à l'effigie de Charles-Lucien Bonaparte a été réalisée par les graveurs Auguste Dumont et Hubert Ponscarme. Un exemplaire en est conservé au musée Carnavalet (ND 191).